# Segretario della Casa e dello sviluppo urbano degli Stati Uniti d'America
Il Segretario della Casa e dello Sviluppo Urbano degli Stati Uniti d'America (in inglese United States Secretary of Housing and Urban Development) è un membro del gabinetto del presidente degli Stati Uniti d'America ed è il capo del Dipartimento della Casa e dello Sviluppo urbano degli Stati Uniti d'America; secondo la Legge sulla Successione Presidenziale approvata nel 1947 (come successivamente modificata) attualmente è al tredicesimo posto nella linea di successione presidenziale negli Stati Uniti d'America.

## Elenco
Partiti
  Democratico
  Repubblicano
Stato
     Segretario facente funzioni
| No. | Foto           | Nome                                   | Stato di residenza       | Mandato           | Mandato           | Presidente | Presidente        |
| No. | Foto           | Nome                                   | Stato di residenza       | Inizio            | Termine           | Presidente | Presidente        |
| --- | -------------- | -------------------------------------- | ------------------------ | ----------------- | ----------------- | ---------- | ----------------- |
| 1   |                | Robert C. Weaver                       | New York                 | 18 gennaio 1966   | 18 dicembre 1968  |            | Lyndon B. Johnson |
| 2   |                | Robert C. Wood                         | Massachusetts            | 7 gennaio 1969    | 20 gennaio 1969   |            | Lyndon B. Johnson |
| 3   |                | George W. Romney                       | Michigan                 | 22 gennaio 1969   | 20 gennaio 1973   |            | Richard Nixon     |
| 4   |                | James T. Lynn                          | Ohio                     | 2 febbraio 1973   | 5 febbraio 1975   |            | Richard Nixon     |
| 4   | Gerald Ford    | James T. Lynn                          | Ohio                     | 2 febbraio 1973   | 5 febbraio 1975   |            |                   |
| 5   |                | Carla A. Hills                         | California               | 10 marzo 1975     | 20 gennaio 1977   |            |                   |
| 6   |                | Patricia R. Harris                     | Distretto della Columbia | 23 gennaio 1977   | 10 settembre 1979 |            | Jimmy Carter      |
| 7   |                | Moon Landrieu                          | Louisiana                | 24 settembre 1979 | 20 gennaio 1981   |            | Jimmy Carter      |
| 8   |                | Samuel Pierce                          | New York                 | 23 gennaio 1981   | 20 gennaio 1989   |            | Ronald Reagan     |
| -   |                | J. Michael Dorsey (facente funzioni)   | New York                 | 20 gennaio 1989   | 13 febbraio 1989  |            | George H. W. Bush |
| 9   |                | Jack Kemp                              | New York                 | 13 febbraio 1989  | 20 gennaio 1993   |            | George H. W. Bush |
| 10  |                | Henry Cisneros                         | Texas                    | 22 gennaio 1993   | 20 gennaio 1997   |            | Bill Clinton      |
| 11  |                | Andrew Cuomo                           | New York                 | 29 gennaio 1997   | 20 gennaio 2001   |            | Bill Clinton      |
| -   |                | William C. Apgar (facente funzioni)    |                          | 20 gennaio 2001   | 24 gennaio 2001   |            | George W. Bush    |
| 12  |                | Mel Martinez                           | Florida                  | 24 gennaio 2001   | 13 agosto 2004    |            | George W. Bush    |
| 13  |                | Alphonso Jackson                       | Texas                    | 13 agosto 2004    | 31 agosto 2004    |            | George W. Bush    |
| 13  | 31 agosto 2004 | Alphonso Jackson                       | Texas                    | 18 aprile 2008    |                   |            | George W. Bush    |
| -   |                | Roy A. Bernardi (facente funzioni)     | New York                 | 18 aprile 2008    | 4 giugno 2008     |            | George W. Bush    |
| 14  |                | Steve Preston                          | Illinois                 | 4 giugno 2008     | 20 gennaio 2009   |            | George W. Bush    |
| -   |                | Brian D. Montgomery (facente funzioni) | Texas                    | 20 gennaio 2009   | 26 gennaio 2009   |            | Barack Obama      |
| 15  |                | Shaun Donovan                          | New York                 | 26 gennaio 2009   | 28 luglio 2014    |            | Barack Obama      |
| 16  |                | Julián Castro                          | Texas                    | 28 luglio 2014    | 20 gennaio 2017   |            | Barack Obama      |
| -   |                | Craig Clemmensen (facente funzioni)    |                          | 20 gennaio 2017   | 2 marzo 2017      |            | Donald Trump      |
| 17  |                | Ben Carson                             | Michigan                 | 2 marzo 2017      | 20 gennaio 2021   |            | Donald Trump      |
| -   |                | Matt Ammon (facente funzioni)          |                          | 20 gennaio 2021   | 10 marzo 2021     |            | Joe Biden         |
| 18  |                | Marcia Fudge                           | Ohio                     | 10 marzo 2021     | 22 marzo 2024     |            | Joe Biden         |
| -   |                | Adrianne Todman (facente funzioni)     | Isole Vergini Americane  | 22 marzo 2024     | 20 gennaio 2025   |            | Joe Biden         |
| -   |                | Matt Ammon (facente funzioni)          |                          | 20 gennaio 2025   | 5 febbraio 2025   |            | Donald Trump      |
| 19  |                | Scott Turner                           | Texas                    | 5 febbraio 2025   | in carica         |            | Donald Trump      |